# Amos Elon
Amos Elon  (en hebreo: עמוס אילון‎, Viena, 4 de julio de 1926 – Borgo a Buggiano, 25 de mayo de 2009) fue un escritor y periodista israelí.

## Biografía
Heinrich Sternbach, posteriormente hebraizado a Amos Elon, nació en Viena pero emigró al Mandato británico de Palestina cuando era niño en 1933. Estudió derecho e historia en Israel e Inglaterra. Se casó con Beth Drexler, una agente literaria nacida en Nueva York, con la que tuvo una hija Danae. En la década de los 90, Elon comenzó a asar mucho tiempo en Italia. En 2004 se trasladó alló de forma permanentemente, citando la desilusión con los acontecimientos en Israel desde 1967. Elon murió de leucemia el 25 de mayo de 2009 a los 82 años. En 2005, su hija Danae produjo una película biográfica sobre él, titulada "Another Road Home".

## Carrera como periodista
Comenzó su carrera como periodista en la década de los 50. Elon fue corresponsal en Eruopa y Estados Unidos para el diario Haaretz. Acabó su carrera en 1971 pero la retomó en 1978 y se retiró definitivamente en 2001. Elon fue uno de los primeros defensores de la creación de un Estado palestino y la retirada de los territorios ocupados por Israel en 1967. Elon también se pronunció en contra de la negación del genocidio armenio y el boicot de Yad Vashem a la Conferencia Internacional sobre el Holocausto y el Genocidio de 1982 por su inclusión del genocidio armenio.
Elon fue escritor de nueve libros. Saltó a la fama a principios de los 70 después de publicar The Israelis: Founders and Sons, descrito como "un retrato afectuoso pero implacable de los primeros sionistas". También fue colaborador asiduo de New York Review of Books y The New York Times Magazine.

## Sionismo
En 1975 escribió una escribió una biografía admirativa y crítica de Theodor Herzl, el fundador del sionismo, pero más tarde se desilusionó. En 2004 vendió su casa de Jerusalén para trasladarse a la Toscana. En una entrevista de ese año con Ari Shavit, declaró que el sionismo se había "agotado a sí mismo" y que había llegado a considerarlo "quizás el intento menos exitoso de colonialismo que se me ocurra. Este es el régimen colonial más horrible que se me ocurre en la era moderna".

## Obras publicadas
- Journey Through a Haunted Land—the new Germany
- The Israelis, Founders and Sons
- Herzl, a Biography
- Flight into Egypt
- Jerusalem: City of Mirrors (Little, Brown, 1990)[10]
- Timetable, novela
- Jerusalem, Battleground of Memory
- A Blood-dimmed Tide—Dispatches from the Middle East
- Founder, the first Rothschild
- The Pity of It All: A Portrait of Jews In Germany 1743–1933